# Марк Гораций Пульвилл (военный трибун)
Марк Гораций Пульвилл (лат. Marcus Horatius Pulvillus) — римский политический деятель IV века до н. э.
Пульвилл происходил из старинного патрицианского рода Горациев. Возможно, его братом был военный трибун Луций Гораций Пульвилл. В 378 году до н. э. Пульвилл был назначен военным трибуном с консульской властью. Во время его трибуната на Рим нападали вольски. Больше о нём ничего неизвестно.